# 카를로비츠 조약

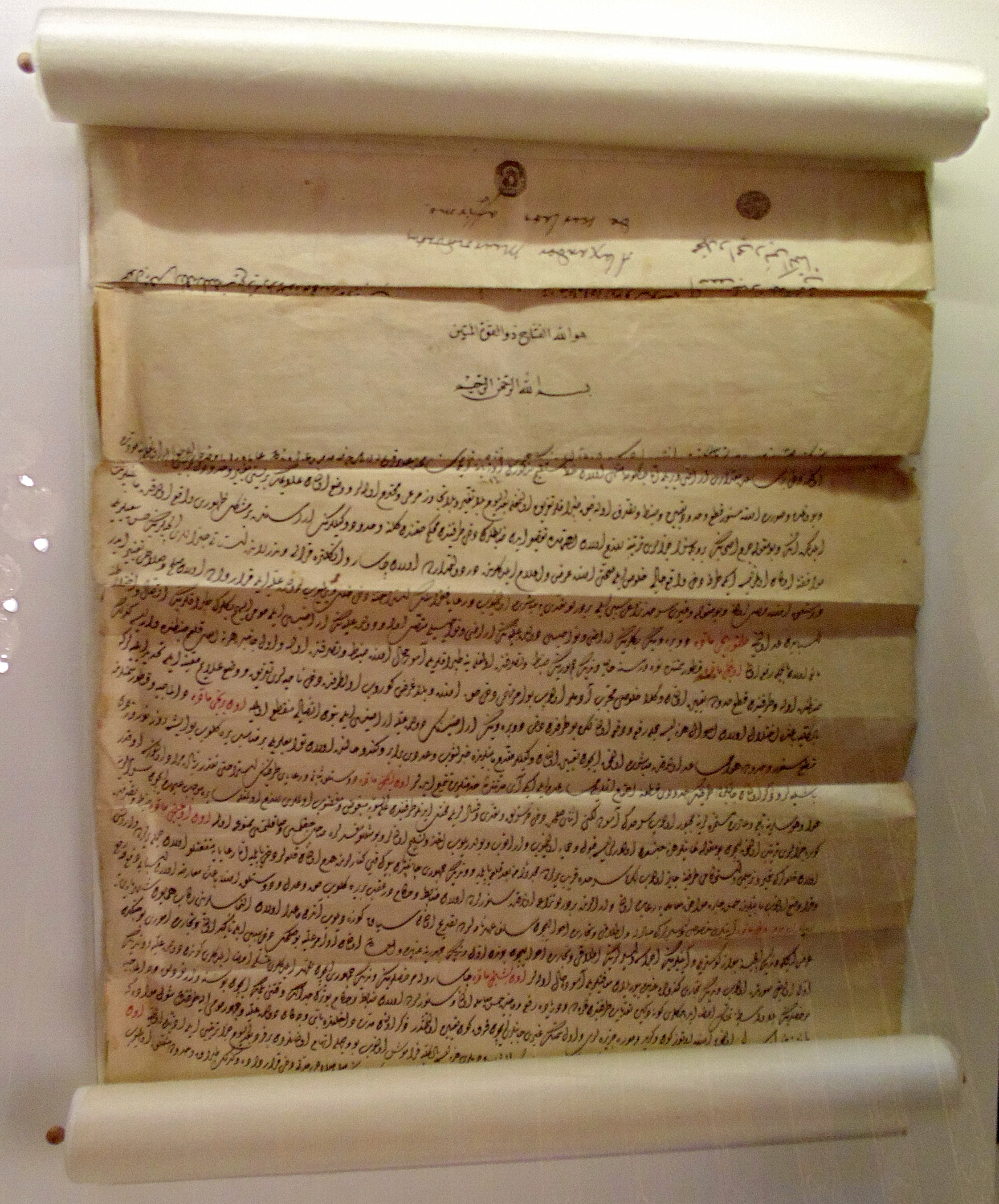
카를로비츠 조약

카를로비츠 조약은 1699년 1월 26일 합스부르크 군주국의 카를로비츠(Karlowitz, 현재의 세르비아 스렘스키카를로브치)에서 체결된 평화 조약으로 대튀르크 전쟁을 종식시킨 평화 조약이다.
1697년 9월 11일에 일어난 젠타 전투에서 패배한 오스만 제국은 잉글랜드 왕국, 네덜란드 공화국에 중재를 의뢰하여 평화 협상에 나섰다. 1699년 1월 26일 오스만 제국은 카를로비츠에서 신성 로마 제국, 폴란드-리투아니아 연방, 베네치아 공화국, 교황령, 러시아 차르국과의 평화 조약을 체결했다. 이 조약에 따라 오스만 제국은 중앙유럽에서 지배권을 상실했으며 합스부르크 군주국은 중앙유럽, 남유럽에서 지배적 위치를 확립했다.

## 조약의 주요 내용
- 오스만 제국은 헝가리, 트란실바니아를 오스트리아에 할양한다.
- 오스만 제국은 아조프를 루스 차르국에 할양한다.
- 오스만 제국은 펠로폰네소스반도와 달마티아의 대부분을 베네치아 공화국에 할양한다.
- 오스만 제국은 포돌리아를 폴란드-리투아니아 연방에 반환한다.